# Mercado de Abastos (Calañas)
El Mercado de Abastos, también denominado Mercado Municipal de Abastos, es un edificio histórico situado en el municipio español de Calañas, en la provincia de Huelva, comunidad autónoma de Andalucía. Construido a comienzos del siglo XX, se encuentra ubicado en el centro del pueblo.

## Características
El proyecto del edificio es del arquitecto José María Pérez Carasa y está datado con fecha de 7 de abril de 1927. Su construcción fue ejecutada por el contratista José de la Corte Gutiérrez, prologándose las obras hasta 1929. El Mercado de Abastos se encuentra ubicado en pleno centro de la localidad, cerca de la Iglesia de Nuestra Señora de Gracia y del Ayuntamiento. El edificio dispone de dos plantas, la principal y el sótano, encontrándose en superficie los puestos de abastos. Se da la circunstancia de que la planta baja, situada en el lado sur, carece de conexión con la parte superior y solo es accesible desde el exterior. El interior del mercado se encuentra estructurado de modo racional, ordenando todos sus elementos para facilitar las actividades comerciales.
En la actualidad las instalaciones se encuentran clausuradas y no prestan servicio.